# The Hunger Games: Mockingjay – Part 2
The Hunger Games: Mockingjay – Part 2 är en amerikansk science fiction-thriller-film från 2015 i regi av Francis Lawrence. Det är den fjärde och sista filmen i filmserien som började med The Hunger Games. Det är också den andra av två filmer som bygger på den sista boken, Revolt, i Suzanne Collins romantrilogi om Hungerspelen och är därmed en direkt uppföljare till The Hunger Games: Mockingjay – Part 1.

## Rollista (i urval)

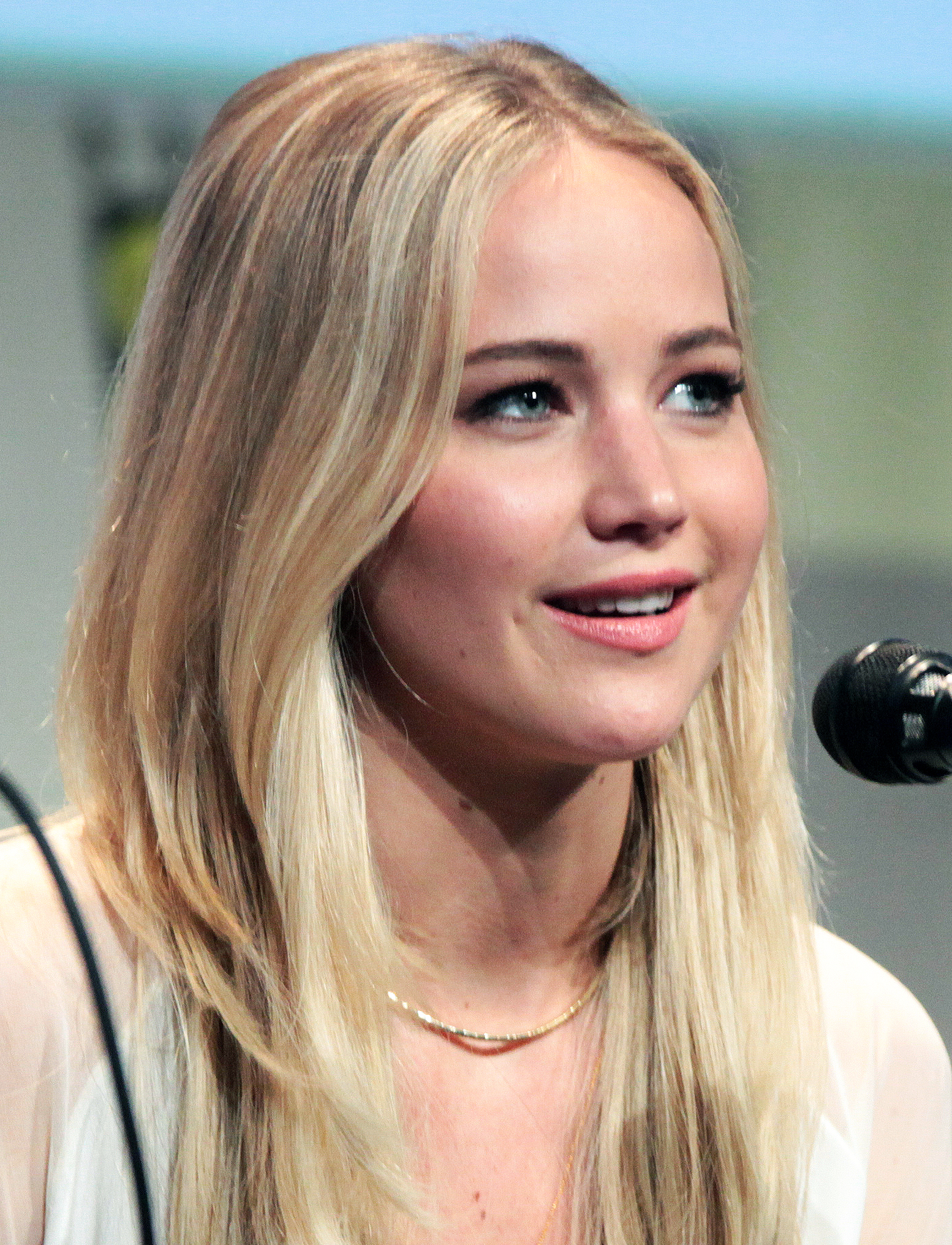
Jennifer Lawrence gjorde sitt sista framträdande som Katniss Everdeen.

- Jennifer Lawrence – Katniss Everdeen
- Josh Hutcherson – Peeta Mellark
- Liam Hemsworth – Gale Hawthorne
- Woody Harrelson – Haymitch Abernathy
- Elizabeth Banks – Effie Trinket
- Donald Sutherland – President Coriolanus Snow
- Julianne Moore – President Alma Coin
- Philip Seymour Hoffman – Plutarch Heavensbee
- Sam Claflin – Finnick Odair
- Jena Malone – Johanna Mason
- Natalie Dormer – Cressida
- Willow Shields – Primrose Everdeen
- Jeffrey Wright – Beetee Latier
- Stanley Tucci – Caesar Flickerman
- Mahershala Ali – Boggs
- Wes Chatham – Castor
- Michelle Forbes – Lieutenant Jackson
- Elden Henson – Pollux
- Patina Miller – Commander Paylor
- Evan Ross - Messalla
- Stef Dawson – Annie Cresta
- Paula Malcomson – Mrs. Everdeen
- Meta Golding – Enobaria
- Gwendoline Christie – Commander Lyme
- Omid Abtahi – Homes
- Misty Ormiston – Leeg 1
- Kim Ormiston – Leeg 2
- Eugenie Bondurant – Tigris
- Joe Chrest[1] – Mitchell
- Sarita Choudhury[2] – Egeria
- Robert Knepper – Antonius
- Theodore och Bear Lawrence – Everdeen-/Mellarkbarnen